# Floriana
Floriana (köznapi máltai nevén Furjana) Málta egyik legkisebb területű helyi tanácsa és települése Valletta előterében, lakossága 2246 fő. Nevét Pietro Paolo Floriani olasz építészről kapta, aki a város erődítéseit megalkotta. 87 évi építés után Marc'Antonio Zondarari johannita nagymester idején készült el. A betelepítést megkezdő António Manuel de Vilhena nagymester önmagáról a Borgo Vilhena nevet adta neki, lakói ennek ellenére mindig is Florianának vagy Furjanának nevezték.

## Fekvése
Malta északkeleti partja közelében, a két nagy öblöt (Nagy Kikötő és Marsamxett) elválasztó Sceberras-félsziget délnyugati felét foglalja el. A település nagy része a viszonylag magas félszigetre épült. Északról Valletta, nyugatról és délről Pietà, Ħamrun és Marsa határolják.

## Története

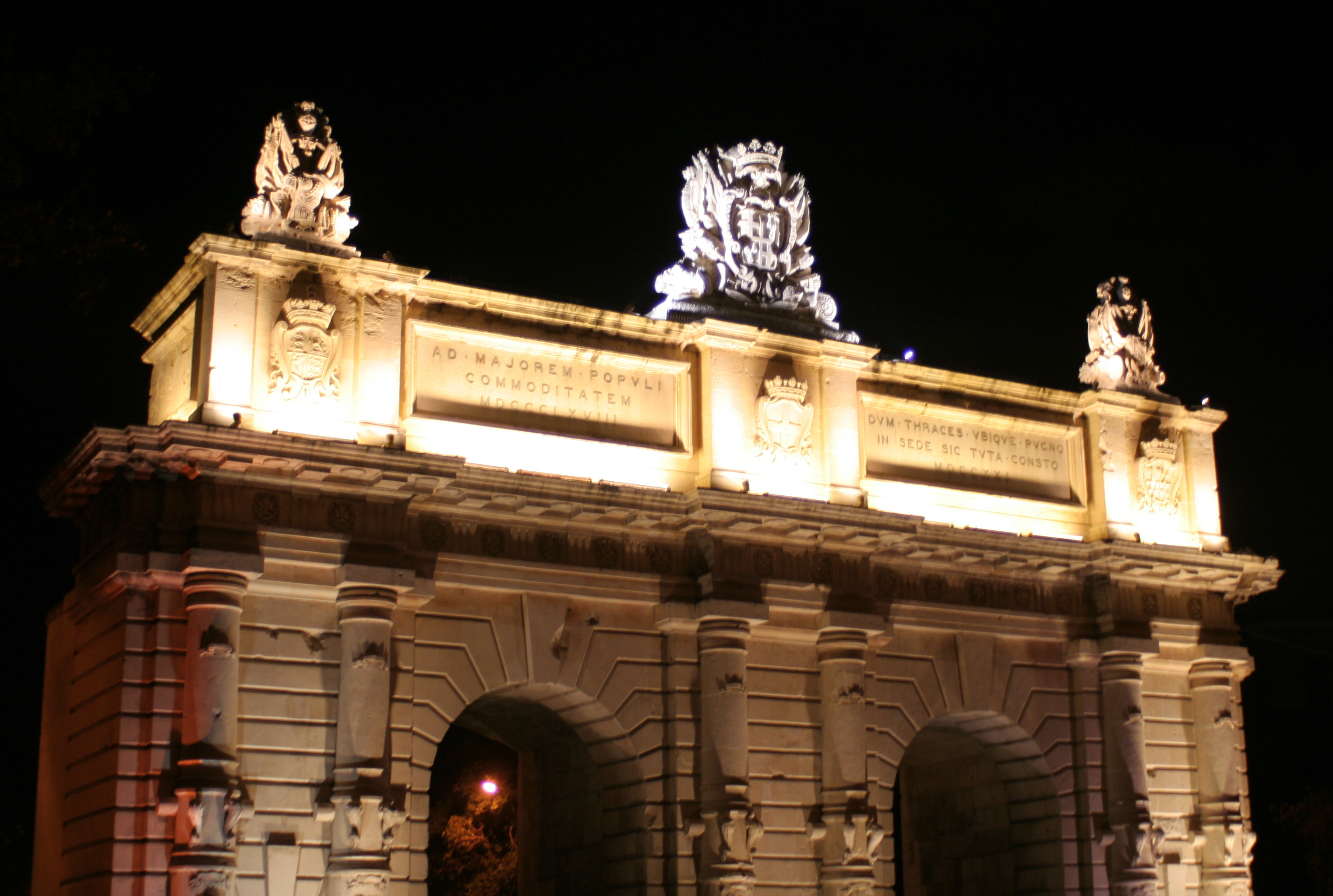
A Portes des Bombes

Eredetileg Valletta biztosítására épült, ám erődítései egyenértékűek a fővároséival, ezzel is erősítve annak esetleges védelmét. Antoine De Paule nagymester 1634-ben határozta el az építkezést. A terveket készítő Pietro Paolo Floriani (1585-1638) nevét is adta a városnak. A munka elhúzódott, az 1718-as Brichelot és Bremond-féle térképen még ouvrage progetti Floriani megjegyzéssel szerepel. Az építkezés néhány évvel később, 1721-ben fejeződött be a Portes des Bombes elkészültével. Évszázadokon át története összeforrt Vallettáéval. A kis Sarria-kápolna (1585) volt az első temploma, mai templomát 1733-ban kezdték építeni. Több tervmódosítás után 1792-ben szentelték fel, Floriana ekkor lett önálló egyházközség.
A brit megszállás idején – Valletta szűkössége miatt – több hivatal székhelye, 1943 és 1945 között több fontos személyiség megfordult a falai között (Sir Bernard Montgomery, Winston Churchill, Franklin D. Roosevelt). 1994 óta Málta egyik helyi tanácsa. 1998 óta a Lovagi erődök Málta kikötőiben nevű UNESCO világörökségi helyszín része.

## Floriana ma
Élete ma is szorosan kötődik Vallettáéhoz, sok szempontból kiszolgálja a fővárost: itt van a sziget tömegközlekedési központja, az Egészségügyi Minisztérium, az Infrastrukturális Minisztérium, a Rendőrség és több állami hivatal székhelye. A Nagy Kikötőben lévő Hay Wharf a Maritime Squadron (haditengerészet) központja.
A helyi tanácsnak egyre több gondot okoz a lakosság elvándorlása a zajos városból, a lakóingatlanok átalakítása kereskedelmi célokra, valamint a növekvő forgalom és zajterhelés amiatt, hogy Floriana útjai kénytelenek kiszolgálni Valletta forgalmát is.

## Önkormányzata
Florianát ötfős helyi tanács irányítja. A jelenlegi (5.) tanács 2007 óta van hivatalban.
Polgármesterei:
- Publio Agius (1994-1998)
- Nigel Holland (1998-2004)
- Publio Agius (2004-2007)
- Nigel Holland (2007-)

## Nevezetességei

### Montgomery House
Vilhena nagymester idején épült, eredetileg mint piac. Sir Alexander Ball idején (1800-as évek) a Grain University (az élelemimportért felelős társaság) székhelye, 1826-tól katonai parancsnoki barakk, majd Pavillion néven a királyi mérnökök székhelye. 1941-ben egy bomba súlyosan megrongálta, 1943-ra hozták rendbe, ekkor Lord Montgomery tábornok főhadiszállása lett, itt készültek a szicíliai partraszállás tervei. 1945-ben Churchill és Roosevelt itt is tárgyaltak, mielőtt Jaltában találkoztak volna Sztálinnal. 1945 után több polgári hivatal székhelye, ma egy biztosítótársaság központja.

### Egyéb nevezetességei
- Függetlenségi emlékmű
- Pinto Wharf és Valletta Waterfront: a Manuel Pinto de Fonseca nagymester megbízásából épített kikötő barokk épületei ma kulturális intézményeknek és bároknak adnak otthont[4]
- Szent Publius-plébániatemplom (San Publiju)
- Sarria-templom: Floriana első temploma Lorenzo Gafà tervei alapján, Mattia Preti festményeivel
- Maglio: az egykori Mall Gardens az első tavakkal és játszóterekkel rendelkező sétány volt Európában (1656), 1805-ben kapta mai park-formáját
- Portes des Bombes: A vallettai erődrendszer külső kapujának épült Ramon Perellos nagymester (1697-1720) idején. Az eredetileg egyíves kaput 1868-ban toldották meg egy újabb nyílással Sir Patrick Grant kormányzó (1867-72) utasítására, hogy igazodjon a forgalom növekedéséhez. Ekkor vágták el a bástyától is
- Curia: az érsek székhelye 1858 óta, amikor a hivatal végleg átköltözött Notabiléből. Az épület eredetileg kolostornak épült 1743 és 1750 között
- Magtárak: ostrom idején nagy mennyiségű gabonát tudtak tárolni a templom előtti földve vájt magtárakban. A felszínen lévő nagy tér alkalmas rendezvények lebonyolítására, két alkalommal pápai szentmise helyszíne volt (II. János Pál, 1996 és XVI. Benedek, 2010)
- Wignacourt-víztorony: Alof de Wignacourt nagymester (1601-22) vízvezetéket épített Rabat felől, hogy a félszigetre vizet hozzon, a rendszer fontos eleme volt a víztorony
- Szent Fülöp kert (St. Philip Garden): a várárokban kialakított parkot 1974-ben hozták helyre és nyitották meg a közönségnek. Nevezetessége az eredetileg a Nagymesteri Palota előtt álló hárommedencés szökőkút, amely Manoel Pinto de Fonseca nagymester idején készült (1751)
- Sir Robert Sammut Hall: az eredetileg templomnak épült neogótikus épület (1883) volt Málta első épülete, amelybe bevezették az elektromos áramot. 1975 óta kulturális programoknak ad helyet

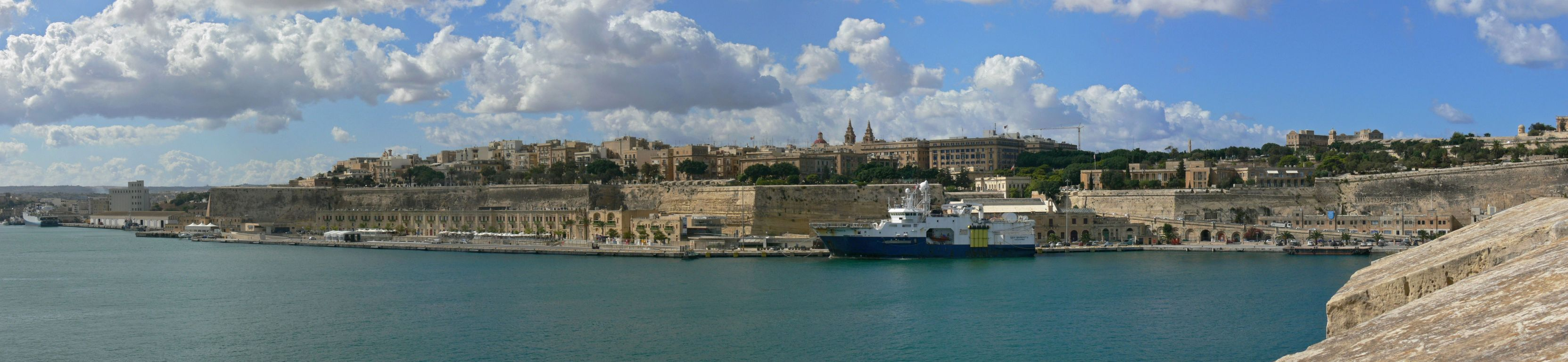
Floriana panorámája Isla felől

## Kultúra
Band clubja a Vilhena Band Club.

## Sport
A város sportért felelős szervezete az Assoċjazzjoni Sports Floriana.
Sportegyesületei:
- Boccia: Floriana Bocci Club
- Jégkorong: Young Stars Hockey Club
- Kosárlabda: Floriana Basketball Club[5] (1992) Alapítása óta ingázik az első- és másodosztály között, jelenleg a másodosztály tagja.
- Labdarúgás: Floriana Football Club[6] (1894): Málta egyik legsikeresebb csapata, 25-szörös bajnok, 18-szoros kupagyőztes. Jelenleg a BOV Premier League középmezőnyéhez tartozik
Floriana Ajax Amateur Football Club[7] (1982): amatőr csapat
- Vívás: Mithras Swordfight Club[8] (2005): a hagyományos vívósporton kívül történelmi fegyvereket és vívásmódokat is oktat

## Közlekedés
Itt található a St. James-árokban Valletta buszpályaudvara, ahonnan Malta járatainak jelentős része indul. Busszal az ország minden részéből elérhető. Autóval nehézkesebb a közlekedés a város kis területe és a parkolóhelyek hiánya miatt. A Nagy Kikötő és a Marsamxett öböl városaiból a vallettai vízitaxikkal is megközelíthető. A Pinto-kikötő nemzetközi kikötőhelye a város lábainál áll.

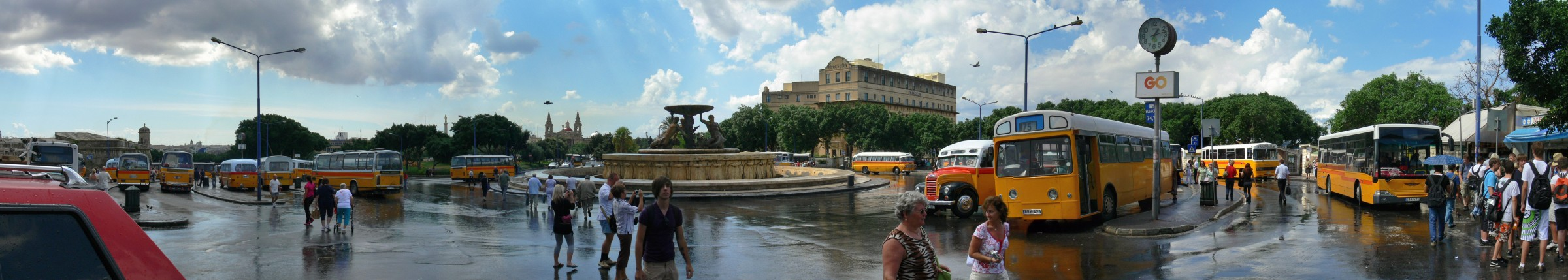
A korábbi buszpályaudvar a Triton-kút körül

A tömegközlekedési reform keretében – a zajterhelés csökkentése céljából) a korábban a Triton-kút körül élvő pályaudvar lekerült a St. James-árokba, hogy a kút megszépült környéke méltó legyen Vallettához, ahová innen lehet bejutni.
Buszjáratai (2011. július 3 után):
- 1 (Valletta-Isla)
- 2 (Valletta-Birgu)
- 3 (Valletta-Xgħajra)
- 11 (Valletta-Ċirkewwa)
- 12 (Valletta-Buġibba)
- 13 (Valletta-Sliema)
- 21 (Valletta-Mosta)
- 22 (Valletta, körjárat)
- 23 (Valletta-Għajn Tuffieħa)
- 31 (Valletta-Buġibba)
- 32 (Valletta, körjárat)
- 41 (Valletta-Ċirkewwa)
- 42 (Valletta-Mosta)
- 43 (Valletta-Lija)
- 51 (Valletta-Mtarfa)
- 52 (Valletta-Dingli)
- 53 (Valletta-Rabat)
- 61 (Valletta-Żebbuġ)
- 62 (Valletta-Siġġiewi)
- 63 (Valletta-Qormi)
- 71 (Valletta-Żurrieq)
- 72 (Valletta-Qrendi)
- 81 (Valletta-Marsaxlokk)
- 82 (Valletta-Birżebbuġa)
- 91 (Valletta-Marsaskala)
- X4 (expressz, Valletta-Birżebbuġa)
- N13 (éjszakai, San Ġiljan, körjárat)

## Testvértelepülései
Floriana nem csak az olaszországi Macerata városával kötött testvérvárosi megállapodást, hanem különleges kezdeményezésként egy hazai községgel, Kerċemmel is.

## Híres szülöttei
- Oliver Friġġieri író, a Máltai Egyetem professzora (*1947. március 27.)
- Justin Haber válogatott labdarúgó (*1981. június 9.)